# Хрушевиця
Хрушевиця (словен. Hruševica) — поселення в общині Комен, Регіон Обално-крашка, Словенія. Висота над рівнем моря: 291,8 м.
Місцева церква присвячена святому Йосифу і належить до парафії Штаньєль.